# Silvestro dell'Aquila
(Edward Burman, Silvestro Aquilano)
Silvestro dell'Aquila, pseudonimo di Silvestro di Giacomo, (Sulmona, 1450 circa – L'Aquila, 1504) è stato un architetto e scultore italiano.

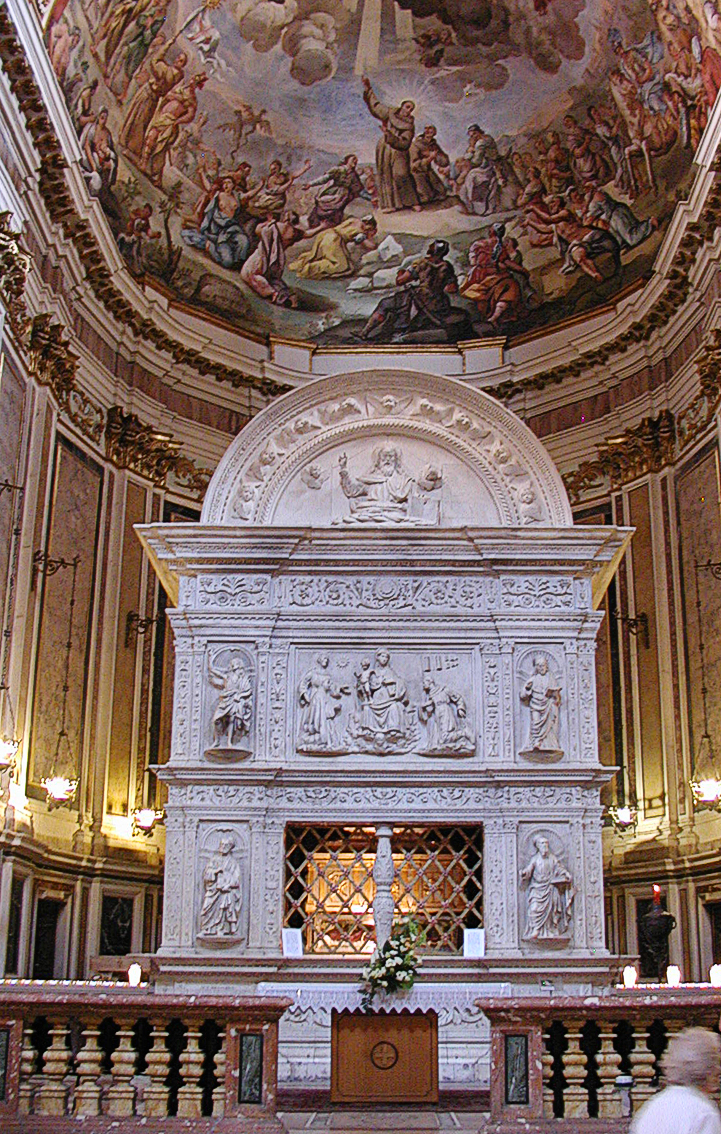
Il mausoleo di San Bernardino (1489-1504), basilica di San Bernardino, L'Aquila.

Considerato il più grande scultore del rinascimento abruzzese, sintetizzò nelle sue opere la cultura fiorentina, l'eclettismo romano e la raffinatezza urbinate e portando la produzione artistica aquilana tra le più prestigiose a livello nazionale. Seguace di Andrea Bregno e Donatello, fu particolarmente attivo nell'arte funeraria d'ispirazione classica; i suoi lavori principali sono i mausolei di San Bernardino e di Maria Pereyra Camponeschi.
All'attività da scultore, Silvestro affiancò quella da architetto. Fu attivo sulla facciata della chiesa di Santa Maria del Soccorso e nella prima fase costruttiva della basilica di San Bernardino, oltre che in alcune importanti residenze nobiliari aquilane quali palazzo Carli Benedetti e palazzo Franchi Fiore.

## Biografia
Malgrado la notorietà ricevuta, la sua biografia risulta abbastanza scarna con le prime notizie datate al 1471, quando l'artista era già in età adulta.
La data di nascita è riconducibile alla metà del XV secolo, intorno al 1450. Il luogo di nascita — convenzionalmente stabilito all'Aquila, come da pseudonimo principale (Silvestro dell'Aquila o Silvestro Aquilano) — è, invece, questione particolarmente dibattuta tra gli storici poiché il padre, l'orafo Giacomo di Paolo, era con ogni probabilità sulmonese ed è possibile che anche Silvestro fosse originario della valle Peligna, sebbene non esistano documenti al riguardo. Un'ulteriore teoria, contestata dal critico d'arte Mario Chini negli anni Trenta, ipotizzò invece la nascita dell'artista ad Arischia (centro posto poco a nord dell'Aquila ed oggi frazione comunale) da cui deriverebbe lo pseudonimo, meno noto, di Silvestro Ariscola. È da rimarcare che l'unica opera firmata dell'artista, il mausoleo di Amico Agnifili nel Duomo dell'Aquila, reca la dicitura «Opus Silvestri Aquilani».
Nel 1467 il padre fu membro del consiglio cittadino aquilano; pertanto, a quella data, la famiglia era residente all'Aquila, presumibilmente nel locale della Torre all'interno del quarto di San Giorgio dove, nel 1481, Silvestro comprò casa e da cui deriverebbe l'appellativo di Silvestro di Giacomo della Torre.

### Attività artistica

#### Formazione ed influenze
Tra il 1466 e il 1469 si formò viaggiando tra Firenze, Roma e Napoli. In terra toscana, Silvestro fu certamente suggestionato dalle opere del Verrocchio; secondo alcune fonti, non è escluso che l'artista, giovanissimo, possa aver lavorato nella bottega del Donatello o addirittura in quella di Sandro Botticelli.
Gli ultimi studi, tuttavia, tendono a evidenziare l'influenza sull'artista della scena artistica romana e in particolare dello scultore lombardo Andrea Bregno, assai attivo in quel periodo nella capitale; si ritiene che Silvestro possa aver collaborato con il Bregno all'arcispedale di Santo Spirito in Saxia (1471-1478), realizzandovi le dodici statue degli apostoli che decorano la corsia Sistina. Per quanto riguarda l'ambito figurativo, un certo influsso dovette averlo il pittore Antoniazzo Romano, tra i collaboratori del Bregno.
Successivamente, intorno al 1480, cominciò la collaborazione con il toscano Francesco Trugi, già attivo all'Aquila, e da cui fu fortemente influenzato.

#### Gli inizi e l'affermazione

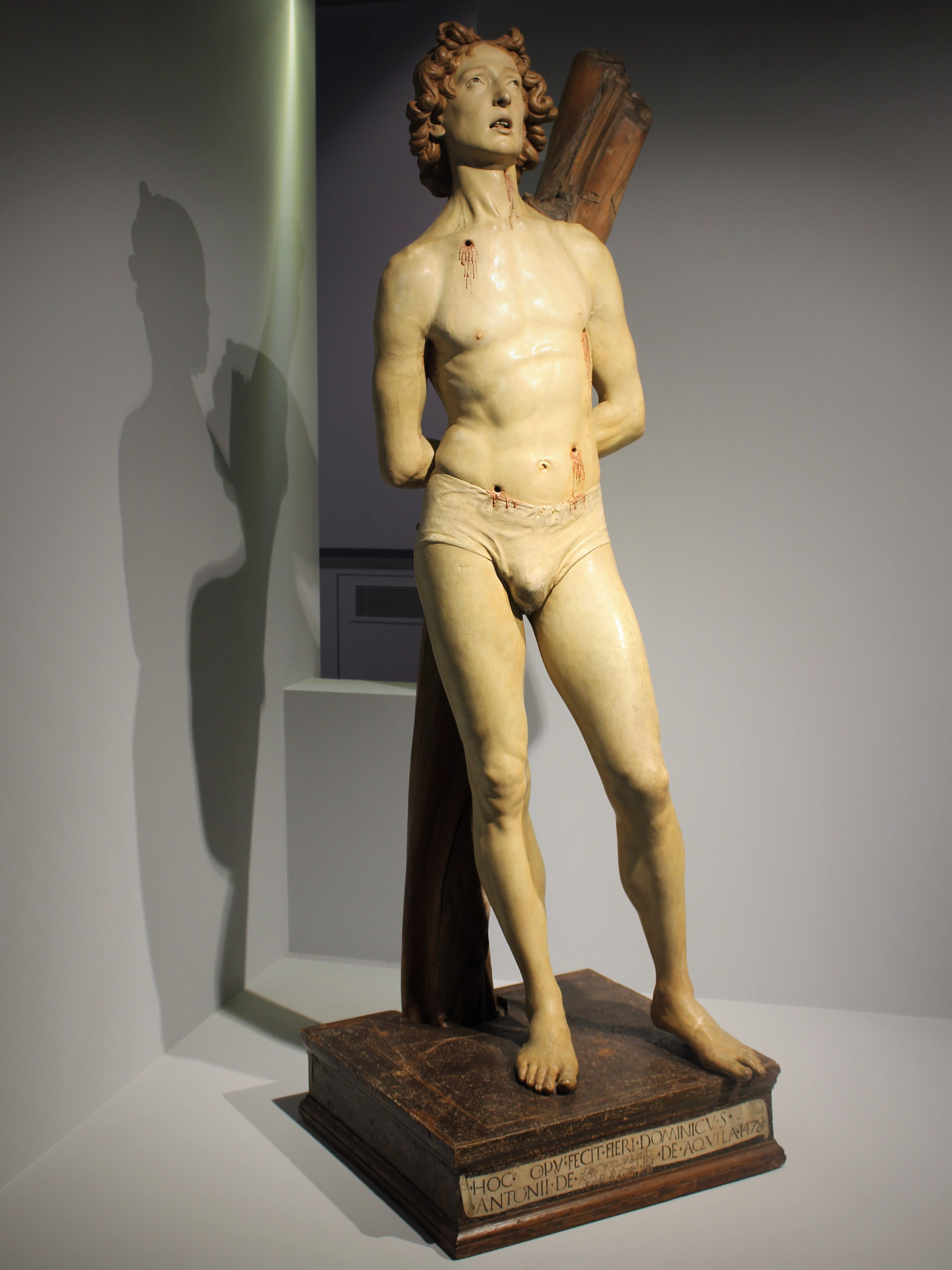
San Sebastiano (1478), museo nazionale d'Abruzzo, L'Aquila.

La sua attività artistica è documentata a partire dal 1471, quando l'artista aprì bottega nella zona della Lauretana insieme al collega Giovanni di Biasuccio, con cui lavorò sulla ricostruzione degli edifici danneggiati dal terremoto dell'Aquila del 1461. Nel 1476 realizzò un San Giacomo andato perduto e probabilmente destinato, in origine, al Duomo dell'Aquila.
Nello stesso periodo iniziò la sua notevole produzione di arte funeraria realizzando, sempre per la cattedrale aquilana, il mausoleo di Amico Agnifili (1476-1480), di cui oggi rimangono solo alcuni resti; nel contratto compare, in veste di testimone, anche un giovanissimo Saturnino Gatti che negli anni seguenti si formò nella bottega di Silvestro. A differenza dei sepolcri in uso in quegli anni, il mausoleo Agnifili venne concepito nella tipologia dell'arcosolio e nello stile dell'eclettismo di matrice romana, con chiari riferimenti al monumento funebre di Carlo Marsuppini di Desiderio da Settignano per la fiorentina basilica di Santa Croce, ma anche al mausoleo di Alessandro Tartegni di Francesco di Simone Ferrucci per la bolognese basilica di San Domenico. Una porzione del mausoleo Agnifili, ossia il bassorilievo contenente la Madonna con Bambino benedicente e due serafini, si trova oggi nella lunetta del portale principale della chiesa dei Santi Marciano e Nicandro.
Al 1478 è datato il pregevole San Sebastiano, scultura lignea policromata destinata alla chiesa di Santa Maria del Soccorso ed oggi conservata nel museo nazionale d'Abruzzo; d'influenza toscana ma con richiami all'arte umbra-urbinate, come evidenziato dal Bologna, la statua riprende le opere di Antonio Rossellino (San Sebastiano) e del Verrocchio (David), oltre che del già citato Desiderio da Settignano (Maddalena penitente). Un secondo San Sebastiano, attribuito all'ultimo periodo d'attività di Silvestro, è presente nella chiesa di Santa Maria ad Nives a Rocca di Mezzo, paese natale del cardinale Agnifili.
Poco dopo, nel 1480, Silvestro realizzò un raffinato gruppo scultoreo (la Madonna delle Grazie) per il monastero di Sant'Angelo delle donne di Teramo, conosciuto oggi come il santuario della Madonna delle Grazie proprio in virtù dell'opera dell'artista aquilano.

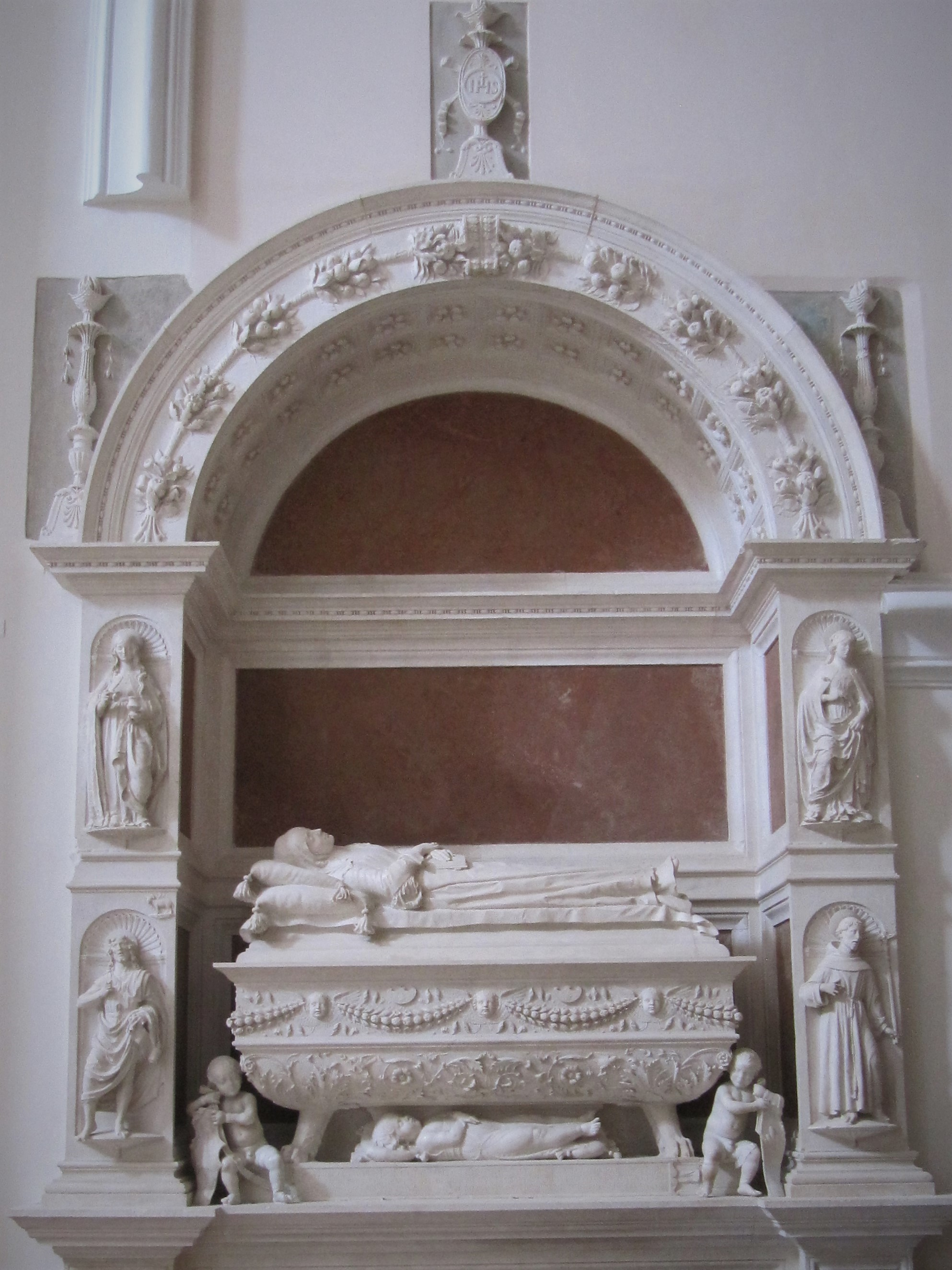
Il mausoleo di Maria Pereyra Camponeschi (1488-1490), basilica di San Bernardino, L'Aquila.

#### I mausolei per la basilica di San Bernardino
Al culmine della sua fama — tra il 1488 e il 1504, anno della sua morte — Silvestro si dedicò alle sue opere principali per la basilica di San Bernardino all'Aquila.
Su commissione della famiglia Camponeschi, realizzò il mausoleo di Maria Pereyra e Beatrice (1488-1490), la più commovente delle sue opere nonché la più prestigiosa per la raffinatezza e il dettaglio della scultura. Come nel precedente monumento al vescovo Agnifili, la tipologia utilizzata è quella dell'arcosolio con arco a tutto sesto, caratterizzato questa volta da un fondale dipinto di rosso, simile al porfido; al centro è l'elegante sarcofago di Maria Pereyra — raffigurata en gisant, come da tradizione — sotto al quale compare la piccola scultura della figlia Beatrice, morta prematura a quindici mesi. Il mausoleo è collocato nella cappella maggiore della basilica, alla sinistra dell'altare.
Appena terminato il sepolcro Camponeschi, gli fu commissionato il mausoleo di San Bernardino (1489-1505), considerato il suo capolavoro e la più importante delle opere rinascimentali in Abruzzo. Il committente fu Jacopo di Notar Nanni — la cui figura compare nel bassorilievo (Madonna con bambino tra San Bernardino e Jacopo di Notar Nanni) del fronte principale — ed il compenso pattuito fu di circa 9 000 ducati. L'opera costituisce il principale monumento dell'intera basilica ed è collocata in un'apposita cappella posta alla metà della navata destra. Si tratta di una grande arca a base quadrata, in pietra e marmo, a due ordini con massiccia trabeazione a tutto sesto. Per la tipologia del monumento e lo studio dei volumi, ne fanno una delle prime opere caratterizzanti dell'arte rinascimentale dopo il tempietto di San Pietro in Montorio del Bramante (1502); insieme a Silvestro, vi lavorarono gli allievi Salvato di Girolamo Romano e Angelo d'Arischia che portarono a conclusione l'opera un anno dopo la morte dell'artista.

#### Il ciclo di sculture mariane e le opere architettoniche
Nell'ultimo decennio del XV secolo, Silvestro si dedicò inoltre ad un corposo gruppo di sculture mariane avente come soggetto la Madonna con Bambino in trono. La prima di queste, denominata Madonna della Pace, è ritenuta essere quella del 1489 per la chiesa di Santa Maria della Pace di Ancarano, su modello della cosiddetta Madonna di Civitella del collega Giovanni di Biasuccio. Dello stesso periodo è la Madonna adorante (originariamente anch'essa Madonna con Bambino in trono) facente oggi parte di una collezione privata fiorentina.
Tra il 1490 e il 1495 è datata la Madonna con Bambino in trono per la cappella dei Notar Nanni nella basilica di San Bernardino, caratterizzata da un insolito spillone con testa a forma di cherubino collocato nella veste della donna; di dubbia attribuzione è invece quella per la basilica di Santa Maria di Collemaggio (1494), secondo alcuni opera di Giovanni Francesco Gagliardelli mentre altri la riferiscono a Saturnino Gatti. Infine, al 1495 risale quella per la chiesa di Santa Maria in Platea di Campli, meglio conosciuta come Madonna dei Lumi o anche Madonna di Campli, erroneamente attribuita a Giovanni di Biasuccio fino alla metà del XX secolo; l'opera è tra le pochissime del Silvestro ad avere l'iscrizione della data ed ha consentito di individuare cronologicamente l'intero ciclo.

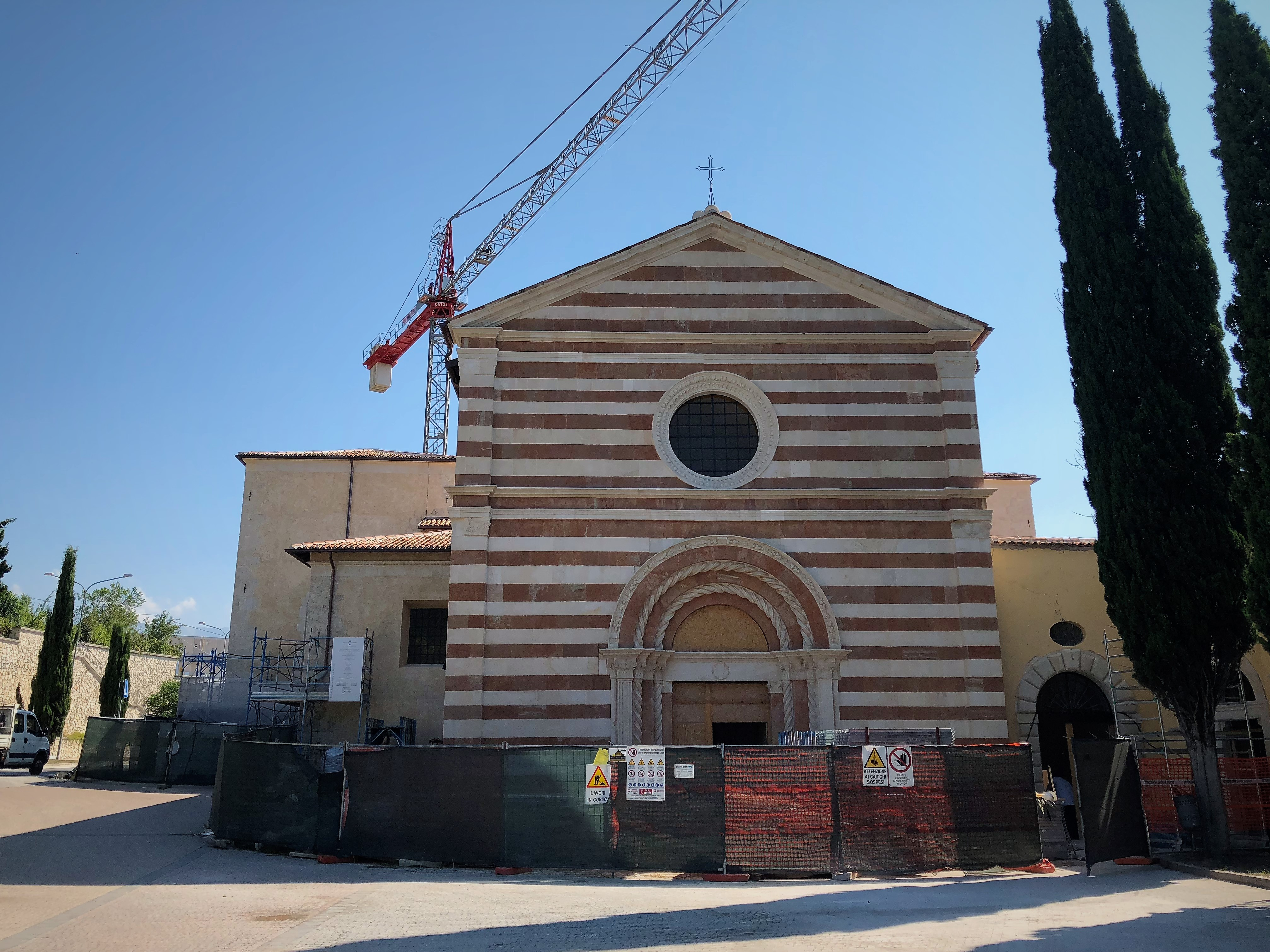
La facciata della Chiesa di Santa Maria del Soccorso (1496), L'Aquila.

Silvestro fu anche architetto e, sebbene non vi siano documenti ufficiali al riguardo, gli sono attribuite alcune residenze aquilane. La più celebre è il palazzo Carli Benedetti in Via Accursio, edificato tra il 1494 e l'inizio del XVI secolo per la famiglia Carli, con cui l'artista aveva rapporti consolidati;  il palazzo, tra i più caratteristici delle dimore rinascimentali abruzzesi, è caratterizzato da un raffinato cortile i cui elementi architettonici rimandano allo stile di Silvestro. Nello stesso stile è il palazzo Franchi Fiore in Via Sassa, la cui attribuzione è discussa a causa di alcune incongruenze cronologiche.
L'artista fu attivo anche nell'architettura religiosa. Al 1496 è datata la facciata della Chiesa di Santa Maria del Soccorso, eretta per volere di Jacopo di Notar Nanni e per la quale il Silvestro aveva già realizzato la statua lignea di San Sebastiano; pur in assenza di fonti certe, data l'alta qualità del disegno architettonico, l'opera è ricondotta a Silvestro sia dal Leosini che dal Chini. In virtù del risultato ottenuto con Santa Maria del Soccorso, Silvestro venne poi chiamato a San Bernardino dove — contemporaneamente alla realizzazione dei due mausolei — progettò il rifacimento della facciata di Giacomo della Marca, completata nel 1468. La facciata silvestriana rimase, tuttavia, incompleta e fu sostituita, nel secolo successivo, dall'attuale fronte disegnato da Cola dell'Amatrice.
L'artista morì nel 1504, probabilmente in seguito all'epidemia di peste che colpì la città in quell'anno.

## Opere

### Architettura
- Palazzo Carli Benedetti, L'Aquila (1494 circa)
- Chiesa di Santa Maria del Soccorso, L'Aquila (1496): facciata (attribuita).
- Palazzo Franchi Fiore, L'Aquila (1500 circa): cortile (attribuito).
- Basilica di San Bernardino, L'Aquila (1500 circa): facciata (non realizzata).

### Scultura

#### Arte funeraria
- Mausoleo di Amico Agnifili, cattedrale dei Santi Massimo e Giorgio, L'Aquila (1476-1480).
- Mausoleo di Maria Pereyra Camponeschi, basilica di San Bernardino, L'Aquila (1488-1490).
- Mausoleo di San Bernardino, basilica di San Bernardino, L'Aquila (1489-1504, completato post mortem nel 1505).

#### Arte statuaria
- San Sebastiano, museo nazionale d'Abruzzo, L'Aquila (1478), proveniente dalla chiesa di Santa Maria del Soccorso, L'Aquila.
- Madonna con Bambino in trono (Madonna della Pace), chiesa di Santa Maria della Pace, Ancarano (1489).
- Madonna adorante, già Madonna con Bambino in trono, collezione privata, Firenze (1490 circa), proveniente dalla cattedrale dei Santi Massimo e Giorgio, L'Aquila.
- Madonna con Bambino in trono, basilica di San Bernardino, L'Aquila (1490-1495).
- Madonna con Bambino in trono, basilica di Santa Maria di Collemaggio, L'Aquila (1494, attribuita).
- Busto di Madonna (frammento di Madonna con Bambino in trono), Davis Museum del Wellesley College, Wellesley (1495-1500), proveniente dal Palazzo degli Acquaviva, Atri.
- Madonna con Bambino in piedi sulle ginocchia, chiesa di Santa Maria della Tomba, Sulmona (1500, attribuita).
- Madonna con Bambino in trono, museo nazionale d'Abruzzo, L'Aquila (1500 circa), proveniente dalla chiesa di Santa Margherita, L'Aquila.
- Madonna con Bambino in trono, Pinacoteca civica, Ascoli Piceno (1500 circa, attribuita).
- Madonna con Bambino in trono, Museo civico, Rieti (1500 circa, attribuita).
- San Sebastiano, chiesa di Santa Maria ad Nives, Rocca di Mezzo (1500, attribuita).
- Madonna con Bambino in trono, museo nazionale d'Abruzzo, L'Aquila (1500-1504, attribuita), proveniente dalla chiesa di San Colombo, Barisciano.
- Madonna in trono con bambino, fine XV sec., Bode museum Berlino.

#### Bassorilievi
- Madonna con Bambino benedicente e due serafini, chiesa dei Santi Marciano e Nicandro, L'Aquila (1476-1480), proveniente dal mausoleo di Amico Agnifili, L'Aquila.

### Annotazioni
1. ↑  Noto anche con il nome di Silvestro Aquilano, Silvestro Ariscola o Silvestro di Giacomo della Torre.
2. ↑  Nel suo La Chiesa e La Tomba di San Bernardino da Siena (1937), tracciando una possibile evoluzione dell'origine degli pseudonimi di Silvestro, il Chini contestò il fatto che l'Enciclopedia Italiana si riferisse all'artista come Silvestro Ariscola.
3. ↑  La bottega di Silvestro dell'Aquila fu la più grande ed importante delle botteghe artistiche abruzzese e rimase in attività dal 1471 fino a circa il 1530, poiché l'attività venne continuata anche in seguito alla morte del fondatore, avvenuta nel 1504, dai suoi allievi Salvato Romano e Angelo d'Arischia.

### Fonti
1. 1 2 3 4 5   Edward Burman, Silvestro Aquilano, L'Aquila, Marcello Ferri, 1981,  pp. 35-47.
2. ↑   Vincenzo Di Gennaro, Silvestro di Giacomo e la Scuola Aquilana, in Michele Maccherini (a cura di), L’Arte aquilana del Rinascimento, L'Aquila, L'Una, 2010,  pp. 59-120.
3. 1 2 3 4 5 6 7 8 9 10 11 12 13 14 15 16 17 18 19 20 21 22   Regione Abruzzo, Silvestro dell'Aquila (PDF) [collegamento interrotto], su regione.abruzzo.it. URL consultato il 26 ottobre 2017.
4. 1 2 3 4 5 6 7 8   Orlando Antonini, San Bernardino, in Architettura religiosa aquilana, I, Todi, Tau Editrice, 2010,  pp. 311-343.
5. ↑   Domenico Tabassi, Sulla Patria di Silvestro Ariscola, in Rivista Abruzzese, VIII, novembre-dicembre 1893.
6. ↑   Mario Chini, Silvestro dell'Aquila o Silvestro d'Arischia?, in Convegno storico abruzzese-molisano, 25-29 marzo, atti e memorie, vol. 2, Casalbordino, De Arcangelis, 1933.
7. ↑   Luigi Serra, ARISCOLA, Silvestro, in Enciclopedia Italiana, Roma, Istituto dell'Enciclopedia Italiana, 1929. URL consultato il 13 gennaio 2019.
8. ↑   Leopoldo Cicognara, Storia della Scultura, I, Prato, 1823,  p. 203.
9. ↑   Rosanna Torlontano, La diffusione della cultura romana in area centro-italiana. Una nuova proposta per la formazione di Silvestro dell’Aquila, in Claudio Crescentini, Claudio Striniati (a cura di), Andrea Bregno. Il senso della forma nella cultura artistica del Rinascimento, Roma, Maschietto & Musolino, 2008,  pp. 490-505.
10. ↑   Eunice D. Howe, Traces of the lost Ciborium of the corsia Sistina in Hospital of Santo Spirito in Sassia, in Claudio Crescentini, Claudio Striniati (a cura di), Andrea Bregno. Il senso della forma nella cultura artistica del Rinascimento, Roma, Maschietto & Musolino, 2008,  pp. 365-366.
11. ↑   Orlando Antonini, La Lauretana, in Architettura religiosa aquilana, II, Todi, Tau Editrice, 2010,  pp. 241-245.
12. ↑   Orlando Antonini, La cattedrale dei Santi Massimo e Giorgio, in Architettura religiosa aquilana, I, Todi, Tau Editrice, 2010,  pp. 225-241.
13. ↑  Touring Club Italiano, p. 93.
14. ↑  Touring Club Italiano, p. 113.
15. ↑   Fondazione Zeri, Silvestro dell'Aquila, San Sebastiano, su catalogo.fondazionezeri.unibo.it. URL consultato il 20 gennaio 2019.
16. ↑  Touring Club Italiano, p. 101.
17. 1 2   Ferdinando Bologna, La Madonna con il Bambino tra due angeli reggi-candelabri, detta “Madonna dei Lumi”, di Silvestro dall'Aquila, Chiesa di Santa Maria in Platea, Campli, in Documenti per l’Abruzzo Teramano (a cura di), Le valli della Vibrata e del Salinello, Pescara, Carsa Edizioni, 1996,  pp. 497-500.
18. ↑   Ministero per i beni e le attività culturali, San Sebastiano, su culturaitalia.it. URL consultato il 27 gennaio 2019.
19. ↑   Lorenzo Principi, Un San Sebastiano di Silvestro dell'Aquila e un San Vito di Saturnino Gatti, in Il capitale culturale, XI, 2015,  pp. 11-39. URL consultato il 26 marzo 2020.
20. ↑  Touring Club Italiano, p. 170.
21. ↑  Touring Club Italiano, p. 97.
22. ↑   Francesco Milizia, Memorie degli architetti antichi e moderni, 3ª ed., Parma, Stamperia Reale, 1781,  p. 50.
23. ↑  Touring Club Italiano, p. 96.
24. ↑  Touring Club Italiano, p. 359.
25. ↑   Regione Abruzzo, Madonna con il Bambino. Chiesa di Santa Maria della Pace, su regione.abruzzo.it. URL consultato il 13 gennaio 2019 (archiviato dall'url originale il 29 gennaio 2019).
26. ↑  Touring Club Italiano, p. 117.
27. ↑   Regione Abruzzo, Madonna col Bambino detta "Madonna dei Lumi". Chiesa di Santa Maria in Platea, su regione.abruzzo.it. URL consultato il 13 gennaio 2019 (archiviato dall'url originale il 29 gennaio 2019).
28. ↑   Carla Bartolomucci, Fabrizio De Cesaris, L'Aquila, Palazzo Carli Benedetti: fasi costruttive e storia sismica, in Arkos, n. 20, luglio-settembre 2009. URL consultato il 12 gennaio 2019.
29. ↑   Regione Abruzzo, Palazzo Carli Benedetti in via Accursio (PDF) [collegamento interrotto], su regione.abruzzo.it. URL consultato il 12 gennaio 2019.
30. ↑   Orlando Antonini, Santa Maria del Soccorso, in Architettura religiosa aquilana, I, Todi, Tau Editrice, 2010,  pp. 363-375.